# Derivazione telefonica in parallelo
Con derivazione telefonica in parallelo o linea telefonica in parallelo si intende una topologia di rete utilizzata in telefonia, che prevede che una singola coppia telefonica (se il parallelo si trova nell'impianto dell'utente) o un'intera decade (se il parallelo si trova nella rete di accesso dell'operatore) raggiunga due o più punti di terminazione differenti.
Anche se tuttora ampiamente utilizzate - in particolare nei vecchi impianti di telefonica analogica - le derivazioni telefoniche stanno cadendo in forte disuso, in quanto causanti elevato degrado delle prestazioni nelle tecnologie DSL, specie in quelle che fanno uso di un ampio spettro di frequenze come VDSL e VDSL2. Ciò avviene perché a livello fisico si creano disadattamenti di impedenza, riflessioni di segnale e distorsione dell'attenuazione, in funzione della frequenza e della lunghezza della derivazione.